# Koceani, Smolean
Koceani (în bulgară Кочани) este un sat în comuna Nedelino, regiunea Smolean,  Bulgaria. 

## Demografie
Componența etnică a satului Koceani
     Bulgari (98,27%)
     Nicio identificare (1,72%)
     Altele (0%)
La recensământul din 2011, populația satului Koceani era de 174 locuitori. Din punct de vedere etnic, majoritatea locuitorilor (98,27%) erau bulgari. Pentru 1,72% din locuitori nu este cunoscută apartenența etnică.